# Cherchez le garçon (chanson)
Cet article concerne la chanson de Taxi Girl. Pour le film de Dorothée Sebbagh, voir Chercher le garçon.
Singles de Taxi Girl
Mannequin
(1980) Jardin chinois (nouvelle version)
(1981)
Cherchez le garçon est une chanson du groupe français Taxi Girl écrite et composée par Daniel Darc et Laurent Sinclair. Elle sort en 45 tours et en EP en décembre 1980. Elle est incluse dans l'album Cherchez le garçon qui paraît au même moment.
Le disque se vend à 300 000 exemplaires, c'est le plus gros succès du groupe.
Taxi Girl enregistre en 1981 une version en anglais intitulée Find the Boy qui figure sur la version anglaise de l'album Seppuku.
En 1995, quatre remixes de la chanson, réalisés par Mirwais Stass, sortent sur un EP vinyle.

## Composition et écriture
La chanson est composée par Laurent Sinclair et Daniel Darc, respectivement claviériste et chanteur de Taxi Girl (sur l'étiquette centrale du 45 tours et du EP, ils sont crédités sous leurs véritables noms : Laurent Biehler et Daniel Rozoum). C'est un morceau dansant, construit autour d'une ligne de synthétiseur répétitive et d'une guitare rythmique. Le riff est inspiré d'un titre du groupe Magazine, Definitive Gaze, présent sur l'album Real Life sorti en 1978. L'enregistrement de ce titre ainsi que de Jardin chinois et V2 sur mes souvenirs débute le 28 août 1980 au studio de l'Aquarium dans le 15e arrondissement de Paris.
Il y a un court passage d'inspiration reggae au milieu du morceau qui est l'idée de Laurent Sinclair et que Daniel Darc s'amusait à appeler « la marche des chameaux ».
Les paroles, ambiguës, sont écrites par Daniel Darc. Celui-ci a trouvé l'inspiration dans la lecture de polars et de roman noir comme La Petite Sœur de Raymond Chandler, et dans les films de Paul Morrissey avec Joe Dallesandro, Flesh et Trash.

## Liste des titres
- 45 tours

1. Cherchez le garçon - 3:40
2. Cherchez le garçon (Solitaire) - 3:00

- EP

1. Cherchez le garçon - 4:10
2. Jardin chinois (Daniel Darc, Mirwais Stass, Stéphane Érard) - 3:30
3. V2 sur mes souvenirs (Daniel Darc, Mirwais Stass) - 6:48

- EP Remixes 1995

1. Cherchez le garçon (Main Mix) - 5:04
2. Cherchez le garçon (Hypno Ambient Mix) - 6:07
3. Cherchez le garçon (Slow Jungle Mix) - 4:08
4. Cherchez le garçon (Extended Mix) - 5:35

## Composition du groupe
- Daniel Darc : chant
- Mirwais Stass : guitare
- Laurent Sinclair : claviers
- Stéphane Erard : basse
- Pierre Wolfsohn : batterie

## Reprises
Singles de Quentin Mosimann
Il y a je t'aime et je t'aime
(2008)
- Cherchez le garçon a été repris en 2008 par Quentin Mosimann (4e en Belgique et en France, 78e en Suisse)[3].
- En 2015, la chorale belge Scala and Kolacny Brothers reprend la chanson sur l'album Et si on était des anges[4].
- En 2023, le titre est repris par Benjamin Biolay et Elli Medeiros sur l'album Cœur sacré - un hommage de Frédéric Lo à Daniel Darc